# Cantone di Saumur-Sud
Il Cantone di Saumur-Sud era una divisione amministrativa dell'arrondissement di Saumur.
È stato soppresso a seguito della riforma complessiva dei cantoni del 2014, che è entrata in vigore con le elezioni dipartimentali del 2015.
Comprendeva parte della città di Saumur e i comuni di:
- Artannes-sur-Thouet
- Chacé
- Distré
- Fontevraud-l'Abbaye
- Montsoreau
- Parnay
- Rou-Marson
- Souzay-Champigny
- Turquant
- Varrains
- Verrie